# Елена Хурісіч
Елена Хурісіч (ісп. Elena Juricich; нар. 6 вересня 1979) — колишня уругвайська тенісистка.
Найвищу одиночну позицію світового рейтингу — 429 місце досягла 26 жовтня 1998, парну — 341 місце — 22 червня 1998 року.
Здобула 2 парні титули.

## Фінали ITF

### Парний розряд: 6 (2–4)
| Результат | Ранг | Дата             | Турнір                        | Покриття | Партнерка           | Суперниці                              | Рахунок          |
| --------- | ---- | ---------------- | ----------------------------- | -------- | ------------------- | -------------------------------------- | ---------------- |
| Поразка   | 1.   | 16 червня 1997   | Клостерс-Serneus, Швейцарія   | Ґрунт    | Мілагрос Секера     | Кім Кілсдонк Йоланда Менс              | 7–6(8), 4–6, 2–6 |
| Перемога  | 1.   | 18 серпня 1997   | Маргарита (острів), Венесуела | Ґрунт    | Мілагрос Секера     | Маріана Лопес Паласіос Хорхеліна Торті | 7–6(4), 7–5      |
| Перемога  | 2.   | 9 березня 1998   | Нуево-Ларедо, Мексика         | Тверде   | Марія Еухенія Рохас | Hiromi Bethard Іоана Плесу             | 6–3, 6–4         |
| Поразка   | 2.   | 17 серпня 1998   | Ібарра (місто), Еквадор       | Ґрунт    | Марія Еухенія Рохас | Паула Кабесас Джоанн Мур               | 3–6, 4–6         |
| Поразка   | 3.   | 31 серпня 1998   | Гуаякіль, Еквадор             | Ґрунт    | Марія Еухенія Рохас | Флоренсія Басіле Меліса Аревало        | 2–6, 2–6         |
| Поразка   | 4.   | 8 листопада 1999 | Сан-Сальвадор, Сальвадор      | Ґрунт    | Стефані Шаер        | Джоанн Мур Аліенор Трісеррі            | 5–7, 1–2 ret.    |